# 72-я истребительная авиационная дивизия
 72-я истребительная авиацио́нная диви́зия  (72-я иад) — авиационное воинское соединение истребительной авиации Вооружённых сил СССР в Великой Отечественной войне.

## Наименования дивизии
- 72-я смешанная авиационная дивизия
- 72-я истребительная авиационная дивизия

## Формирование дивизии
72-я истребительная авиационная дивизия переформирована 4 ноября 1941 года из 72-й смешанной авиационной дивизии в составе Военно-Воздушных сил Закавказского фронта.

## Расформирование дивизии
72-я истребительная авиационная дивизия 15 апреля 1942 года была расформирована в составе Военно-Воздушных сил  Крымского фронта.

## В действующей армии
В составе действующей армии:
- с 1 января 1942 года по 15 апреля 1942 года

## В составе соединений и объединений
| Дата            | Фронт (округ)      | ВВС фронта               | Корпус         | Примечания |
| --------------- | ------------------ | ------------------------ | -------------- | ---------- |
| 04.11.1941 года | Закавказский фронт | ВВС Закавказского фронта | -              | -          |
| 30.12.1941 года | Кавказский фронт   | ВВС Кавказского фронта   | ВВС 51-й армии | -          |
| 28.01.1942 года | Крымский фронт     | ВВС Крымского фронта     | -              | -          |
| 15.04.1942 года | Крымский фронт     | ВВС Крымского фронта     | -              | -          |

## Командиры дивизии
| Звание    | Имя                   | Период                  | Примечание |
| --------- | --------------------- | ----------------------- | ---------- |
| Полковник | Токарев Борис Кузьмич | 04.11.1941 — 15.04.1942 |            |

## Состав дивизии
| Части                                 | Период                     |
| ------------------------------------- | -------------------------- |
| 12-й истребительный авиационный полк  | 05.12.1941 г. — 26.12.1941 |
| 25-й истребительный авиационный полк  | 18.03.1942 г. — 15.04.1942 |
| 45-й истребительный авиационный полк  | 10.01.1942 г. — 15.04.1942 |
| 247-й истребительный авиационный полк | 31.12.1941 г. — 12.04.1942 |
| 486-й истребительный авиационный полк | 26.12.1941 г. — 15.04.1942 |

## Участие в операциях и битвах
- Крымская оборонительная операция — с 4 ноября 1941 года по 16 ноября 1941 года.
- Оборона Севастополя — с 4 ноября 1941 года по 15 апреля 1942 года.
- Керченско-Феодосийская десантная операция — с 26 декабря 1941 года по 15 апреля 1942 года.
- Боевые действия на Керченском полуострове — с 28 января 1942 года по 15 апреля 1942 года.

| И-15 бис | И-153 | И-16 |

## Отличившиеся воины дивизии
- Федосеев Михаил Андреевич, майор, командир 247-го истребительного авиационного полка 72-й истребительной авиационной дивизии Военно-Воздушных сил 51-й армии Крымского фронта 6 июня 1942 года удостоен звания Герой Советского Союза. Посмертно.